# Spilosoma totinigra
Spilosoma totinigra là một loài bướm đêm thuộc phân họ Arctiinae, họ Erebidae.